# Mangelia barashi
Mangelia barashi é uma espécie de gastrópode do gênero Mangelia, pertencente a família Mangeliidae.